# Peucedanum porphyrodiscum
Peucedanum porphyrodiscum är en flockblommig växtart som först beskrevs av Otto Stapf och Richard von Wettstein, och fick sitt nu gällande namn av Minosuke Hiroe. Peucedanum porphyrodiscum ingår i släktet siljor, och familjen flockblommiga växter. Inga underarter finns listade i Catalogue of Life.